# Histoire des Juifs en Afrique

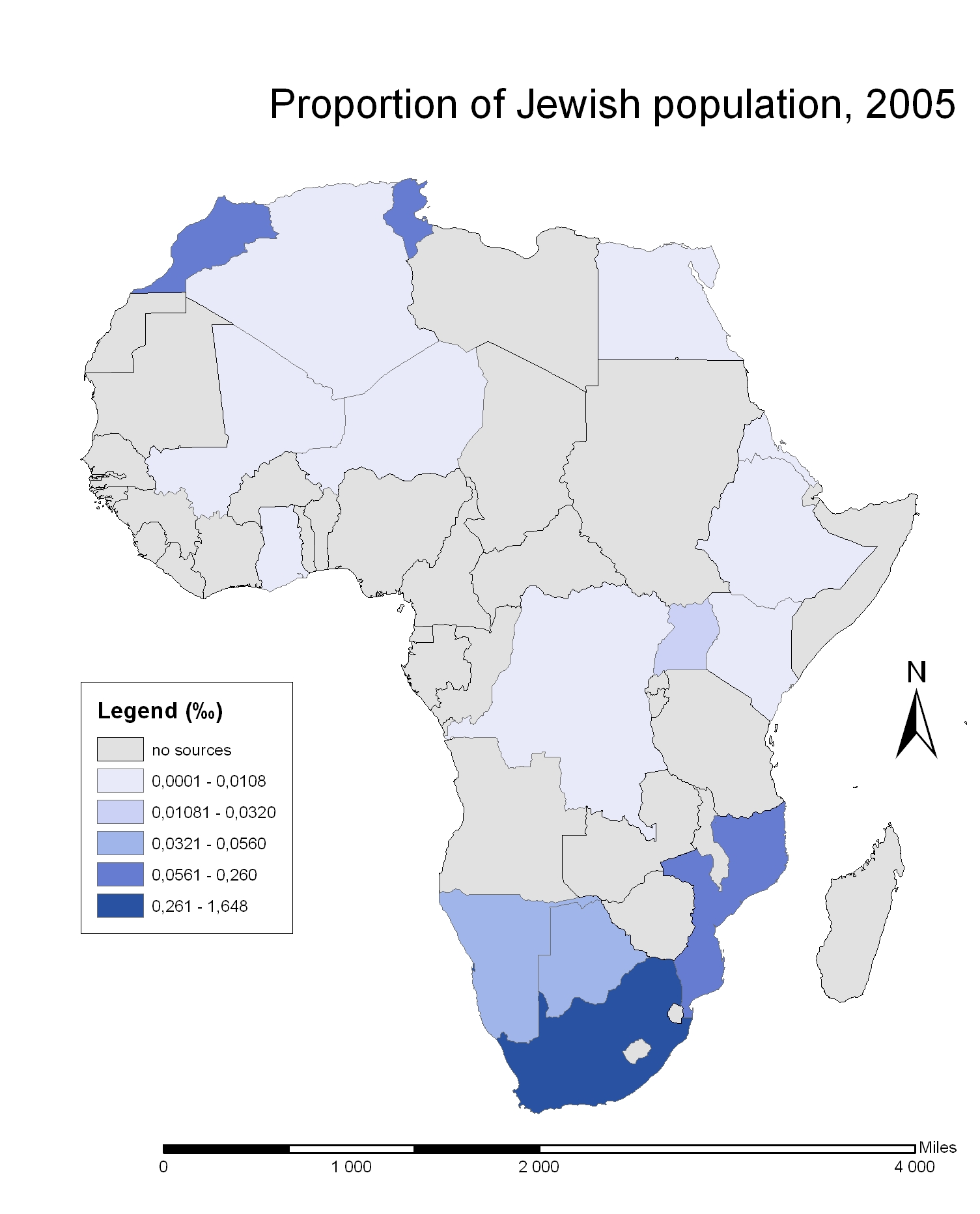
Proportion de la population juive en Afrique en 2005

Les communautés juives africaines comprennent :
- Juifs séfarades et Juifs mizrahim vivant principalement au Maghreb d'Afrique du Nord, y compris le Maroc, l'Algérie, la Libye et la Tunisie, ainsi que le Soudan et l'Égypte. Certaines sont créés au début de la diaspora, d'autres après l'expulsion de la péninsule Ibérique à la fin du XVe siècle ;
- Juifs sud-africains, qui sont pour la plupart des Juifs ashkénazes descendants de Juifs lituaniens immigrés avant et après l'Holocauste ;
- Juifs éthiopiens (ou Beta Israel) vivant principalement dans les régions d'Amhara et de Tigray en Éthiopie et plus rarement en Érythrée.

## Anciennes communautés

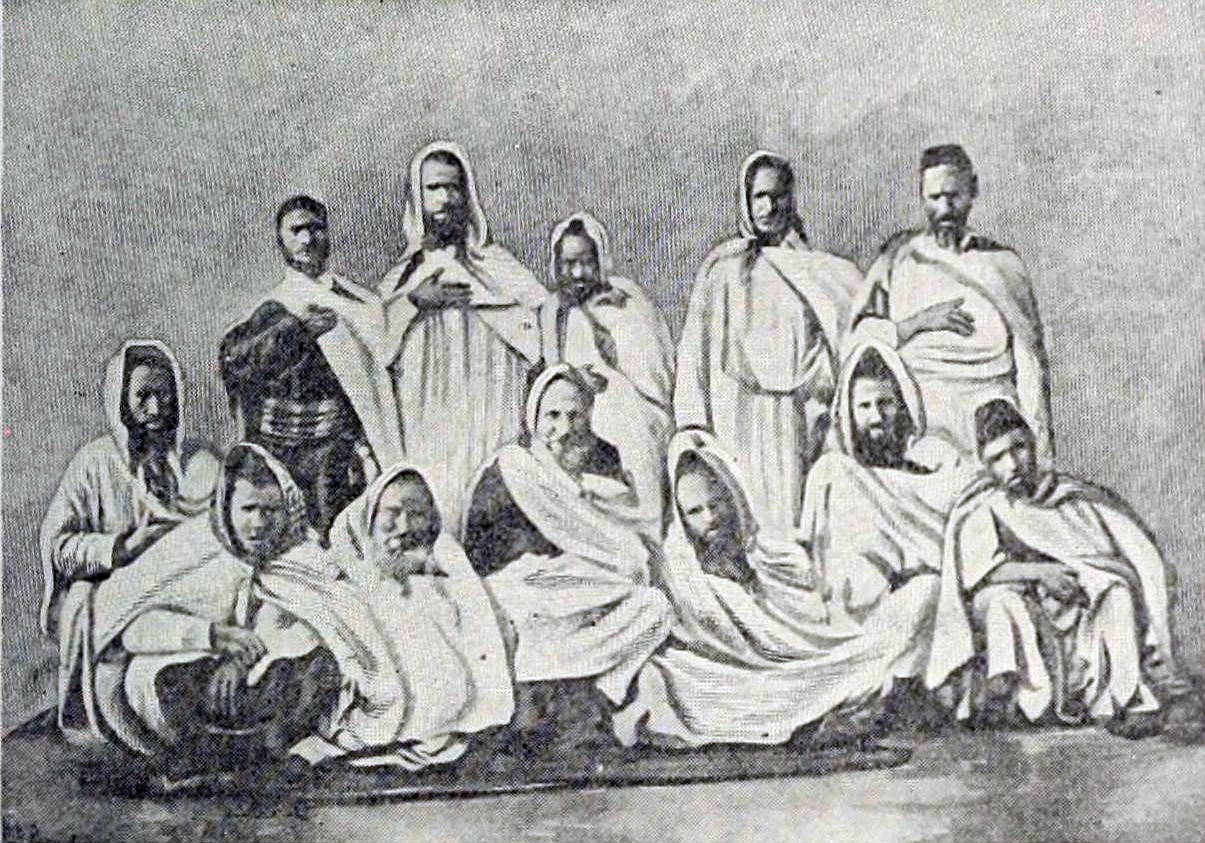
Juifs berbères des montagnes de l' Atlas, v. 1900

Les communautés les plus anciennes de juifs africains sont les juifs éthiopiens, séfarades et mizrahim d'Afrique du Nord et de la corne de l'Afrique.
Au septième siècle, de nombreux Juifs espagnols fuient les persécutions des Wisigoths. Ils élisent domicile en Afrique du Nord, dans les villes à domination byzantine le long de la côte méditerranéenne. D'autres arrivent après l'expulsion d'Espagne. Des vestiges des communautés juives de longue date subsistent au Maroc, en Tunisie et dans les villes espagnoles de Ceuta et Melilla. Il existe encore une communauté, certes diminuée, mais toujours dynamique sur l'île de Djerba en Tunisie. Depuis 1948, et la guerre pour la création d'Israël, l'hostilité chez certaines populations engendre l’immigration des juifs nord-africains en Israël.
Parmi les immigrants du VIIe siècle, certains se déplacent vers l'intérieur des terres et font du prosélytisme parmi les tribus berbères. Un certain nombre de tribus, dont les Jarawa, Uled Jari et certaines tribus du peuple Daggatun, se convertissent au judaïsme,. Ibn Khaldoun rapporte que Kahina, une femme cheffe de guerre berbère qui mène la résistance contre les conquêtes arabes musulmanes d'Afrique du Nord dans les années 680 et 690, est une juive de la tribu Jarawa (peu probable). Avec la défaite de la rébellion berbère, aucune des communautés juives n'a été initialement forcée de se convertir à l'islam.

### Éthiopie
En 1975, les autorités religieuses et le gouvernement israéliens ont reconnu les Beta Israel comme légalement juif. Des centaines de personnes qui voulaient émigrer en Israël voyagèrent par avion grâce au gouvernement du Premier ministre Menahem Begin. Ce dernier obtient une décision officielle du grand rabbin séfarade israélien (ou Rishon LeTzion) Ovadia Yosef selon laquelle les Beta Israel sont les descendants des dix tribus perdues. Les rabbins pensent qu'ils sont probablement des descendants de la tribu de Dan ; Les responsa rabbiniques discutant des questions liées aux gens remontent à des centaines d'années. Avec cette approbation, des dizaines de milliers de Juifs Beta Israel émigrent par avion vers Israël. Une immigration importante en Israël se poursuit au XXIe siècle, produisant une communauté juive éthiopienne d'environ 81 000 immigrants, qui, avec leurs 39 000 enfants nés en Israël même, comptaient environ 120 000 au début de 2009.
En raison de certains aspects des lois matrimoniales juives orthodoxes, le rabbin Yosef statue qu'à son arrivée en Israël, les Beta Israel doivent subir une conversion pro forma au judaïsme. Ils doivent déclarer leur allégeance à un mode de vie halakhique et au peuple juif, conformément aux pratiques suivies par le judaïsme rabbinique orthodoxe. À l'inverse il n'exige pas la halakha imposée aux prosélytes non juifs potentiels (comme une brit milah ou une immersion dans un mikvé). Peu d'autorités rabbiniques ashkénazes considèrent que les conversions sont des conversions réelles et non pro forma .

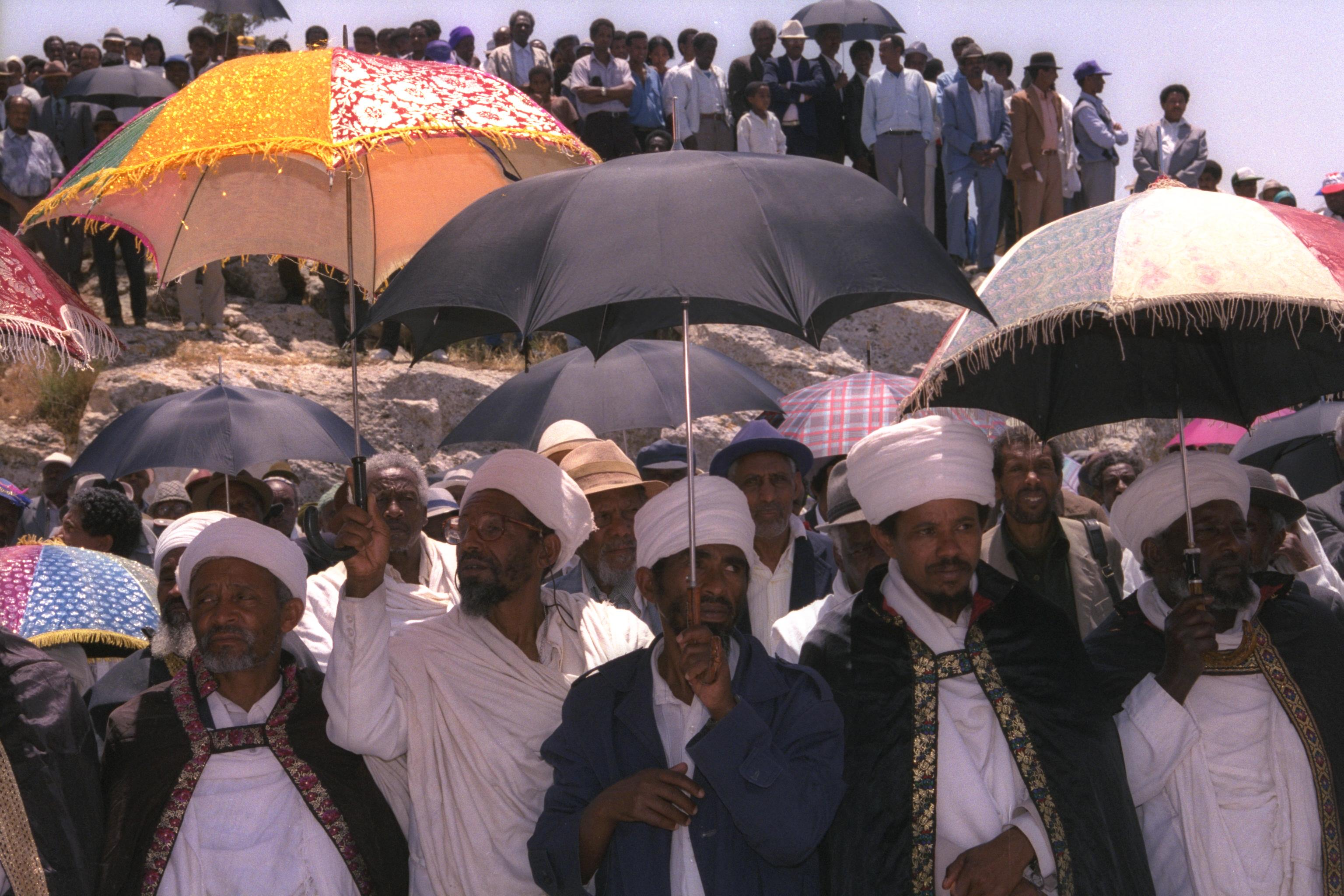
Juifs éthiopiens

Au fil du temps, en raison de l'isolement de leur communauté par rapport à ceux d'Europe et du Moyen-Orient, les pratiques des Beta Israël se développent seules et différent considérablement de celles d'autres formes de judaïsme. En Éthiopie, la communauté Beta Israel se trouve isolée du Talmud. En effet, ils ont leur propre loi orale. Dans certains cas, ils ont des pratiques similaires à celles du judaïsme karaïte, et dans d'autres plus proches du judaïsme rabbinique .
Dans de nombreux cas, des anciens religieux, ou classe sacerdotale, connus sous le nom de kessim ou qessotch, interprètent la loi biblique du Tanakh d'une manière similaire à celle des communautés juives rabbinites dans d'autres parties du monde.  En ce sens, les Beta Israel ont une tradition analogue à celle du Talmud, bien que parfois en contradiction avec les pratiques et les enseignements des autres communautés juives.
Une différence significative est que les Beta Israël n'ont pas les fêtes de Pourim et de Hanoucca, probablement parce qu'ils se détachent du corps principal du judaïsme avant que ces fêtes non bibliques ne commencent à être commémorées. Aujourd'hui, la plupart des membres de la communauté Beta Israel vivant en Israël observent ces fêtes.
C'est une communauté en transition. Certains kessim acceptent la tradition rabbinique / talmudique qui est pratiquée par les juifs orthodoxes non éthiopiens. Beaucoup de la jeune génération d'Éthiopiens-Israéliens sont éduqués dans des yeshivas et reçoivent l'ordination rabbinique (semikha). Un certain segment des kessim traditionalistes insiste pour maintenir sa forme distincte de judaïsme, telle qu'elle est pratiquée en Éthiopie et en Érythrée. Beaucoup de jeunes juifs éthiopiens qui ont immigré en Israël ou y sont nés se sont assimilés soit à la forme dominante du judaïsme orthodoxe, soit à un mode de vie laïc.
Les Beit Avraham d'Éthiopie comptent environ 50 000 membres. Cette communauté revendique également l'héritage juif. Plusieurs chercheurs pensent qu'ils se sont séparés de la communauté Beta Israel il y a plusieurs siècles, ont caché leurs coutumes juives et ont adopté extérieurement le christianisme orthodoxe éthiopien.
Les Beit Avraham font toujours partie des classes sociales les plus basses d'Éthiopie. Ils exercent des activités similaires à celles des Beta Israel, comme l'artisanat. Récemment, la communauté Beit Avraham tente de rejoindre la communauté juive mondiale. Ils ont formé l'Organisation sioniste éthiopienne du Nord Shewa dans le but de sauver leur identité juive. Ce groupe s'identifie comme des Falash Mura. Comme ils n'ont pas de preuve fiable de leur ascendance juive, les autorités religieuses israéliennes et d'autres communautés juives religieuses leur demandent de procéder à une conversion formelle pour être reconnus comme juifs. Ceux qui le font sont considérés comme des convertis.

### Somalie
Les Yibir sont une tribu qui vit en Somalie, dans l'est de l'Éthiopie, à Djibouti et dans le nord du Kenya . Bien qu'ils soient musulmans depuis des siècles, certains d'entre eux affirment qu'ils sont des descendants d'Hébreux arrivés dans la Corne de l'Afrique bien avant l'arrivée des nomades somaliens. Ces personnes affirment que Yibir signifie «hébreu» dans leur langue. 
En dehors des Yibir, il n'y a essentiellement aucune communauté juive actuelle ou historique connue en Somalie,.

### Bilad el-Soudan (Soudan actuel)
La présence historique des communautés juives en Afrique est bien attestée. Aujourd'hui, les descendants de ces juifs vivent dans des pays comme la Sierra Leone, le Liberia, le Sénégal, le Ghana, le Nigeria et bien d'autres régions. Selon le Tarikh al-Fattash et le Tarikh al-Soudan du XVIIe siècle, plusieurs communautés juives font partie des empires du Ghana, du Mali et plus tard des Songhaï. Une de ces communautés est formée par un groupe de Juifs égyptiens, qui ont emprunté le couloir du Sahel à travers le Tchad jusqu'au Mali. Le Manuscrit C du Tarikh al-Fattash décrit une communauté appelée Bani Israel (également aujourd'hui le nom d'une ville); en 1402, ils vivaient à Tindirma, possédaient 333 puits et avaient sept princes ainsi qu'une armée.
Une autre de ces communautés est celle du dirigeant Zuwa de Koukiya (situé au bord du fleuve Niger). Son nom est connu uniquement sous le nom de Zuwa Alyaman, signifiant «Il vient du Yémen». Selon une légende locale isolée, Zuwa Alyaman est membre de l'une des communautés juives transportées du Yémen par les Abyssins au VIe siècle après la défaite de Dhu Nuwas . On dit que Zuwa Alyaman s'est rendu en Afrique de l'Ouest avec son frère. Ils ont établi une communauté à Kukiya sur les rives du fleuve Niger en aval de Gao. Selon le Tarikh al-Soudan, après Zuwa Alyaman, il y avait 14 dirigeants Zuwa de Gao avant la montée de l'islam dans la seconde moitié du XIe siècle.
D'autres sources déclarent que d'autres communautés juives de la région se sont développées à partir de personnes ayant émigré du Maroc et d'Égypte; d'autres sont venus plus tard du Portugal. Certaines communautés sont peuplées de certains juifs berbères, comme un groupe de Touareg connu sous le nom de Dawsahak ou Iddao Ishaak «enfants d'Isaac». Ils parlent une langue liée au songhaï, vivent dans la région de Ménaka dans le nord-est du Mali et étaient autrefois éleveurs. En outre, certains émigrent dans la région loin de la domination musulmane d'Afrique du Nord.
Le célèbre géographe du XVIe siècle Léon l'Africain - un andalou converti au christianisme - mentionne un mystérieux petit village de juifs africains au sud-ouest de Tombouctou, qui s'adonne au commerce d'épices exotiques, d'armes et de poisons,.

## Communautés médiévales

### Afrique du Nord et Maghreb

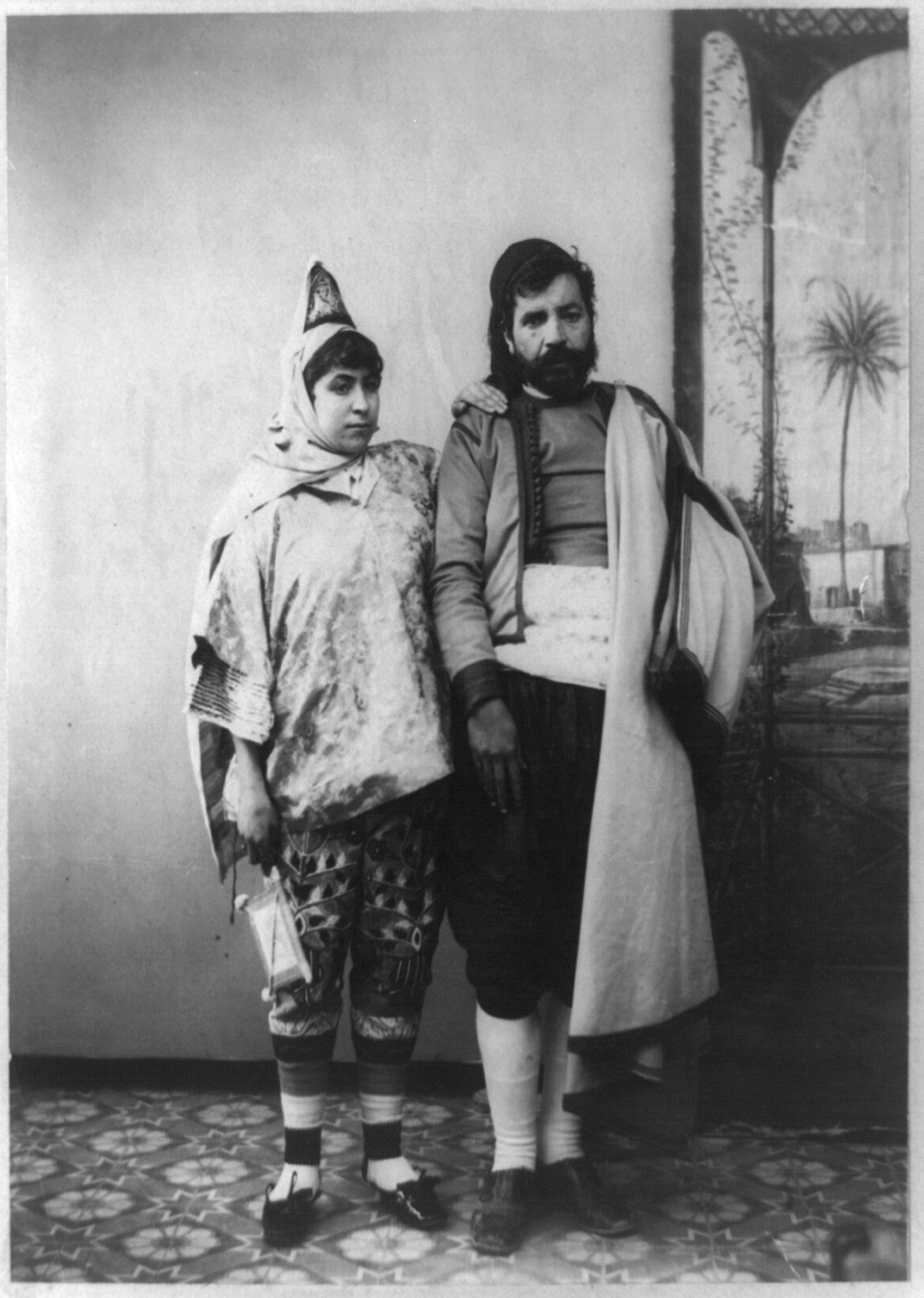
Juive et Juif Tunisien à Tunis entre 1890 et 1923

Le plus grand afflux de Juifs en Afrique est survenu lors de l'Inquisition espagnole après la chute de Grenade et la fin de l'Espagne islamique. L'exode massif et l'expulsion des juifs ibériques ont commencé en 1492, les juifs siciliens ont été touchés peu après. Beaucoup de ces Juifs séfarades  s'installent principalement au Maghreb sous le patronage musulman et ottoman. Le Maroc, la Tunisie, la Libye et l'Algérie ainsi que l' Égypte deviennent le foyer d'importantes communautés juives. Ces communautés ont ensuite été incorporées dans l'Empire Ottoman en tant que Juifs ottomans africanisés, liés par les lois du Talmud et de la Torah mais avec allégeance au calife de Constantinople . 

### Tanzanie
Les Nyambo sont une tribu qui vit en Tanzanie, dans le nord de la Tanzanie et dans le sud de l'Ouganda sous le nom d'Ankole. Bien qu'ils soient chrétiens depuis des siècles, ils affirment être des descendants d'Hébreux arrivés dans la Corne de l'Afrique bien avant l'arrivée des nomades somaliens. Certains disent que Nyambo signifie «hébreu» dans leur langue. 

### Songhaï
Au XIVe siècle, de nombreux Maures et Juifs, fuyant la persécution en Espagne, migrent vers le sud vers la région de Tombouctou, qui faisait alors partie de l' empire Songhaï. Parmi eux se trouve la famille Kehath (Ka'ti), descendant d' Ismael Jan Kot Al-yahudi de Scheida, au Maroc. Les fils de cette famille éminente fondent trois villages qui existent toujours près de Tombouctou - Kirshamba, Haybomo et Kongougara. En 1492, Askia Muhammed est arrivé au pouvoir dans la région auparavant tolérante de Tombouctou et décréte que les juifs doivent se convertir à l'islam ou partir. Le judaïsme est devenu illégal à Songhaï, comme en Espagne catholique la même année. Comme l'écrit Léon l'Africain en 1526: «Le roi (Askia) est un ennemi déclaré des Juifs. Il ne permettra à personne de vivre en ville. S'il entend dire qu'un commerçant berbère les fréquente ou fait affaire avec eux, il confisque ses marchandises.»
La famille Kehath s'est convertie avec le reste de la population non musulmane. Les Cohen, descendants du commerçant juif islamisé marocain El-Hadj Abd-al-Salam al Kuhin, arrivent dans la région de Tombouctou au 18e siècle, et la famille Abana est arrivée dans la première moitié du 19e siècle. Selon le Professeur Michel Abitbol, du Centre de recherche sur la communauté juive marocaine en Israël, à la fin du XIXe siècle, le rabbin Mardochée Aby Serour se rend à Tombouctou à plusieurs reprises en tant que commerçant de plumes d'autruche et d'ivoire sans succès. Ismael Diadie Haidara, un historien de Tombouctou, trouve d'anciens textes hébreux parmi les archives historiques de la ville. Il fait également des recherches sur son propre passé et découvre qu'il descend de commerçants juifs marocains de la famille Abana. En interrogeant des anciens dans les villages de ses proches, il découvre que la connaissance de l'identité juive de la famille avait été préservée, en secret, par crainte de persécution. 

### Sao Tomé-et-Principe
Le roi Manuel I du Portugal ordonne l'exil d'environ 2 000 enfants juifs de moins de dix ans à Sao Tomé-et-Principe vers 1500. La plupart moururent, mais au début du XVIIe siècle «l'évêque local nota avec dégoût qu'il y avait encore des célébrations juives sur l'île et retourna au Portugal à cause de sa frustration à leur égard». Bien que les pratiques juives disparurent au cours des siècles suivants, il y a encore des gens à Sao Tomé-et-Príncipe qui connaissent la descendance partielle de cette population. De même, un certain nombre de Juifs d'origine portugaise ont été exilés à Sao Tomé après des conversions forcées au catholicisme romain.

## Communautés modernes

### Madagascar
Une petite communauté de Malgaches commence à pratiquer le judaïsme en 2010, et trois communautés distinctes se forment, chacune embrassant une vague différente de pratique spirituelle juive.  En mai 2016, 121 membres de la communauté juive malgache se sont convertis conformément aux rituels juifs traditionnels; apparaissant devant un beit din et submergé dans un mikva. La conversion, organisée avec l'aide de l'organisation juive Kulanu, est présidée par trois rabbins orthodoxes. 

### Côte d'Ivoire
Des communautés se sont formées en Côte d'Ivoire ces dernières années et se sont lentement développées dans toute la région. La capitale d'Abidjan a deux synagogues, chacune avec une population d'environ 40 à 70 fidèles. En outre, un peuple autochtone appelé Dan (communément appelé Yacouba, ils 
font partie du groupe des langues mandées, ce groupe ethnique - comprenant aussi les Mahous - qui serait originaire de l'empire du Mali. Selon J. Oliel - cf https://www.cairn.info/publications-de-Jacob-Oliel--93636.htm - les Mandés auraient des pratiques très proches de celles des Juifs, notamment les cérémonies ayant lieu lorsqu'un enfant naît, par exemple). Les Dan/Yacouba  revendiquent leur descendance de la tribu perdue de Dan et beaucoup de ce groupe ethnique manifestent de l'intérêt pour les pratiques judaïques.

### Cameroun
Le rabbin Yisrael Oriel, anciennement Bodol Ngimbus-Ngimbus, est né dans la tribu Ba-Saa. Il dit qu'il y avait historiquement des Juifs dans la région et que le mot «Ba-Saa» vient de l'hébreu pour «en voyage» et signifie «bénédiction». Le rabbin Oriel prétend être un lévite descendant de Moïse et aurait fait aliya en 1988. Il aurait ensuite été ordonné rabbin par le grand rabbin séfarade et nommé rabbin des Juifs nigérians.
Le rabbin Oriel affirme qu'en 1920 il y avait 400 000 « Israélites » au Cameroun, mais qu'en 1962, ce nombre était tombé à 167 000 en raison des conversions au christianisme et à l'islam. Il indique que bien que ces tribus ne soient pas acceptées halachiquement, il croit pouvoir prouver leur statut juif à partir de sources rabbiniques médiévales. 
Le père de Yaphet Kotto, un acteur américain, est un juif camerounais. Kotto s'identifie comme juif.

### Ghana
La communauté de Sefwi Wiawso de la Maison d'Israël ne pratique le judaïsme que depuis le début des années 1970.[réf. nécessaire] La tribu Ga-Dangme dans la région méridionale du Ghana affirment que leurs ancêtres sont des descendants de la tribu Gad et Dan qui ont migré vers le sud à travers l'Égypte. Ils observent de nombreuses traditions hébraïques telles que la circoncision de leur enfant mâle le 8e jour conformément à l'alliance qu'Abraham a faite à Dieu, ils ne peuvent pas non plus nommer leur enfant mâle jusqu'à ce qu'il ait été circoncis. Ils ont également de nombreux noms juifs anciens qui sont des noms traditionnels.

### Kenya
Une petite communauté émergente s'est formée dans le comté de Laikipia, au Kenya, abandonnant le christianisme pour le judaïsme. Il y en a environ 5 000 à l'heure actuelle. Bien qu'au début de tendance messianique, ils ont conclu que leurs croyances étaient incompatibles avec le christianisme et attendent maintenant d'être instruits dans le judaïsme traditionnel. Certains des plus jeunes enfants de cette communauté ont été envoyés dans les écoles Abayudaya en Ouganda pour y apprendre le judaïsme et d'autres matières. 

### Nigeria
Les Juifs igbos du Nigéria font partie du groupe ethnique Igbo. Certaines communautés nigérianes ayant des pratiques judaïques ont reçu l'aide d'Israéliens et de Juifs américains qui travaillent au Nigéria avec des organisations de sensibilisation comme Kulanu,.
Le nombre d'Igbos au Nigéria qui s'identifient comme juifs est estimé à environ 4000 (2016), avec 70 synagogues. Beaucoup se sont convertis du christianisme. D'autres sources ont avancé un chiffre plus élevé, affirmant qu'environ 30 000 Igbos pratiquaient une certaine forme de judaïsme en 2008.

### Ouganda
Dans un mouvement relativement nouveau, les Abayudaya d'Ouganda se convertissent au judaïsme depuis 1917, influencés par l'Américain William Saunders Crowdy, qui confirmait que les Afro-Américains descendaient des Juifs. 

### Zambie
Un certain nombre de Juifs européens s'installent en Rhodésie du Nord (aujourd'hui Zambie). À son apogée au début des années 1960, 1000 Juifs vivent dans le pays, dont beaucoup à Livingstone. Le nombre commence à baisser après l'indépendance et il en resterait environ 50 d'ici 2012. 

### Zimbabwe
La communauté juive du Zimbabwe est principalement de nationalité britannique, dont l'arrivée coïncide avec les premiers colons blancs dans les années 1890. À son apogée au début des années 1970, elle comptait quelque 7 500 personnes (dont 80% étaient d'origine ashkénaze), qui vivaient principalement dans les deux communautés de Salisbury et de Bulawayo. Des communautés rurales plus petites ont également existé pendant de courtes périodes à Que Que, Umtali et Gatooma. La communauté a décliné en partie, la plupart des résidents juifs du Zimbabwe sont partis après la violence et les perturbations sociales. En 2007, la communauté juive locale a décliné à 270. La communauté a des liens étroits avec Israël. En 2003, le Bulawayo Shul a été incendié lors d'un acte de violence antisémite.

### Île Maurice
Selon le recensement de 2011 réalisé par Statistics Mauritius, il y a 43 Juifs à Maurice. 

#### Générale
- (en) Ken Blady, Jewish Communities in Exotic Places, Jason Aronson, Incorporated, 1er mars 2000 (ISBN 978-1-4616-2908-5, lire en ligne)
- (en) Edith Bruder et Research Associate School of Oriental and African Studies Edith Bruder, The Black Jews of Africa: History, Religion, Identity, OUP USA, 5 juin 2008 (ISBN 978-0-19-533356-5, lire en ligne)
- Max Weber, Le judaïsme antique, Flammarion, 6 janvier 2010 (ISBN 978-2-08-123957-9, lire en ligne)
- (en) Edith Bruder et Tudor Parfitt, African Zion: Studies in Black Judaism, Cambridge Scholars Publishing, 15 mars 2012 (ISBN 978-1-4438-3868-9, lire en ligne)
- Primack, Karen., Jews in places you never thought of, Ktav, 1998 (ISBN 0-88125-608-0 et 978-0-88125-608-6, OCLC 38295260, lire en ligne)
- Sand, Jay: "Les Juifs d'Afrique", Image Magazine, 5 mai 2009
- Influences juives en Afrique - Repères historiques et discours idéologiques, KARTHALA Editions, 1er juin 2009 (ISBN 978-2-8111-3149-4, lire en ligne)
- Histoire de la communauté juive du Zimbabwe
- Collectif, Edith Bruder et Julien Darmon, Juifs d'ailleurs: Diasporas oubliées identités singulières, Albin Michel, 2 septembre 2020 (ISBN 978-2-226-45630-4, lire en ligne)
- Influences juives en Afrique - Repères historiques et discours idéologiques, KARTHALA Editions, 1er juin 2009 (ISBN 978-2-8111-3149-4, lire en ligne)
- Gabriel Attias et Gaston-Paul Effa, Le Juif et l'Africain: double offrande, Rocher, 2003 (ISBN 978-2-268-04555-9, lire en ligne)
- Michel Lachkar, « Des communautés juives enracinées en Afrique noire depuis plus de 2000 ans », sur Franceinfo, 26 mai 2019 (consulté le 24 octobre 2020)

#### Afrique du Nord
- (en) Matthias B. Lehmann et Jessica M. Marglin, Jews and the Mediterranean, Indiana University Press, 2 juin 2020 (ISBN 978-0-253-04799-1, lire en ligne)
- Colette Bismuth-Jarrassé et Dominique Jarrassé, Synagogues de Tunisie: monuments d'une histoire et d'une identité, Editions Esthetiques du Divers, 2010 (ISBN 978-2-9533041-2-1, lire en ligne)
- Paul B. Fenton et David G. Littman, L'exil au Maghreb. La condition juive sous l'Islam. 1148-1912, Presse de l'université Paris-Sorbonne, 2010, 792 p. (ISBN 978-2840507253)

##### Afrique de l'Ouest
- (en) Peter Mark et José da Silva Horta, The Forgotten Diaspora: Jewish Communities in West Africa and the Making of the Atlantic World, Cambridge University Press, 31 juillet 2013 (ISBN 978-1-107-66746-4, lire en ligne)

##### Nigeria
- Eze Okafor-Ogbaji: Juifs du Nigéria: l'Empire Aro ,

##### Cap-Vert et Côte guinéenne
- (en) « La présence de Juifs dans la Sénégambie et le Cap-Vert précoloniaux », sur NOFI, 2 février 2018 (consulté le 24 octobre 2020)
- « Le Projet du patrimoine juif du Cap-Vert, Inc | Cape Verde Jewish Heritage Project, Inc. », sur capeverdejewishheritage.org (consulté le 24 octobre 2020)
- « Quand le roi du Portugal déportait les juifs pour coloniser ses nouvelles terres africaines », sur Franceinfo, 2 juin 2019 (consulté le 24 octobre 2020)

##### Éthiopie
- Christian Bader, Les Yibro: Mages somali. Les juifs oubliés de la corne de l'Afrique?, Harmattan, 2000 (ISBN 978-2-7384-8815-2, lire en ligne)
- Lisa Anteby-Yemini, Les Juifs d'Ethiopie: De Gondar à la Terre promise, Albin Michel, 26 janvier 2018 (ISBN 978-2-226-42713-7, lire en ligne)
- Olivier Tourny, Le chant liturgique juif éthiopien: analyse musicale d'une tradition orale, Isd, 2009 (ISBN 978-90-429-2062-0, lire en ligne)
- Rencontres avec les juifs d'Ethiopie: de Joseph Halévy à nos jours, Alliance israélite universelle-Fondation du judaïsme français-NADIR, 2007 (lire en ligne)
- L'intégration des jeunes Ethiopiens juifs en Israël, Editions Le Manuscrit (ISBN 978-2-7481-1331-0, lire en ligne)